# Стрільниковка
Стрі́льниковка (каз. Стрельников) — село у складі Єсільського району Північноказахстанської області Казахстану. Входить до складу Ясновського сільського округу.
Населення — 150 осіб (2021; 274 у 2009, 410 у 1999, 514 у 1989).
Національний склад станом на 1989 рік:
- росіяни — 100 %.